# Ollie & Moon
 (février 2023).
Si vous disposez d'ouvrages ou d'articles de référence ou si vous connaissez des sites web de qualité traitant du thème abordé ici, merci de compléter l'article en donnant les références utiles à sa vérifiabilité et en les liant à la section « Notes et références ».
Ollie & Moon  est une série d'animation télévisée française crée par Diane Kredensor, David Michel et Robert Vargas qui comporte 2 saisons, réalisées respectivement par Florian Thouret et Moran Caouissin. Elle est basée sur la série de livres Ollie & Moon. La série a débuté sur Sprout aux États-Unis le 27 mai 2017,et a été reprise lorsque la chaîne est devenue Universal Kids (en) quelques mois plus tard. La série est également disponible sur Netflix et HBO Max. La saison 2 est diffusée sur Tiny Pop (depuis le mois de juin 2018), RTS Kids et France 5 dans Okoo (depuis le 4 juillet 2020).
En France, elle a été diffusée sur France 4 dans Zouzous et sur France 5 dans Okoo et au Royaume-Uni sur Tiny Pop.

## Résumé
Ollie et Moon sont les meilleurs amis du monde et pourtant tout les oppose. Moon est insouciante et adore l’aventure, alors qu’Ollie n’aime pas trop l’imprévu. Ces deux chats ont une manière insolite de répondre aux problèmes du quotidien… en partant à l’autre bout du monde ! Qu’il s’agisse d’aller en Italie manger la meilleure glace du monde, apprendre à jouer au foot au Brésil ou cueillir des tulipes à Amsterdam, où qu’ils aillent, Ollie et Moon ont des façons très différentes d’atteindre le même objectif.

## Distribution
- Violette Samama : Moon
- Matt Mouredon : Ollie
- Jérôme Pauwels
- Christophe Lemoine
- Magali Rosenzweig
- Kelly Marot

## Épisodes

### Saison 1
1. Boulette à l'italienne
2. Comme neige au soleil
3. La balle boing boing
4. La soupe de mamie Coquille
5. Des tulipes en Hollande
6. Une pinata pour Stanley
7. Un pyjama pour l'Espagne
8. Des biscuits chinois
9. Le caramel anglais
10. Les baguettes japonaises
11. Le tour de grand huit
12. Ca danse à Bornéo
13. La chemise hawaïenne
14. Passes, tête et but
15. La danse des sirènes
16. Douceurs d'Écosse
17. Lettres de Bollywood
18. Le doudou russe de Moon
19. La fête des pancakes
20. Super Ninja !
21. A la recherche du trèfle irlandais
22. Le paresseux le plus lent du Costa Rica
23. Glace à l'italienne
24. Cours de dessin au Pérou
25. La course au kangourou australien
26. Sauvetage et fromage suisse
27. Aventure en rose au Sénégal
28. Frissons au Groenland
29. Le printemps en Afrique du Sud
30. La chasse au bonnet bolivien
31. Le trésor du pharaon
32. Une nuit en Thaïlande
33. Moon et les biscuits grecs
34. Samba et carnaval à Rio
35. Baguette et magie en Angleterre
36. Expédition dans le grand canyon
37. L'incroyable course française
38. La quête au papillon de Malaisie
39. Chasse au trésor en Chine
40. Ollie et le geyser américain
41. Jeu de piste à Berlin
42. Réunion de famille au Canada
43. Sculpture sur l'île de Pâques
44. Un sapin suédois pour la planète
45. Tous en rythme à Cuba
46. Aventure géante à Bornéo
47. Tricot en Nouvelle-Zélande
48. Les aurores boréales en Islande
49. La fête à New-York
50. Une aventure gourmande au Vietnam
51. Au pays des poupées russes
52. Cours de pâtisserie à Paris

### Saison 2
Cette liste est basée sur celle du site du diffuseur de la série.
1. Concours de limonade à Manhattan
2. Enquête au Canada
3. Comédie à l'italienne
4. Les mystères de l'Égypte
5. Trois champions au Japon
6. Un cochon d'Inde à Paris
7. A la recherche de la Forêt Noire
8. Frayeur aux îles Fidji
9. Sculptures sur glace en Chine
10. Camping en Mongolie
11. Le géant espagnol
12. Le fez marocain de Moon
13. Petite balade en Australie
14. Ravioli Violet et Tartine Bleue en Finlande
15. Cours de yoga en Inde
16. Aventure en Amazonie
17. Défis et biscuits en Corée
18. Des lapins au Japon
19. Concours de talents à Londres
20. Les cerfs-volants du Guatemala
21. Un défilé à Milan
22. Journée de l'amitié en Suisse
23. Safari vidéo en Afrique du Sud
24. Chasse au trésor en Jordanie
25. Super Ollie au Nicaragua
26. Mission glissante en Pologne